# Sandro Cruz
Sandro Plínio Rosa da Cruz (Braga, Portugal, 12 de mayo de 2001) es un futbolista angoleño que juega de defensa en el Š. K. Slovan Bratislava de la Superliga de Eslovaquia.

## Trayectoria
El 27 de junio de 2020 firmó un contrato profesional con el S. L. Benfica "B". Debutó como profesional con el Benfica B en una victoria por 2-0 en la Segunda División de Portugal contra el Casa Pia A. C. el 7 de febrero de 2021.
El 30 de abril de 2022 debutó con el primer equipo, y en julio de ese mismo año fue cedido al G. D. Chaves. Una vez finalizó la cesión se acabó quedando en el equipo a título definitivo. Allí completó una segunda temporada antes de marcharse en julio de 2024 al Gil Vicente F. C., que un año después lo traspasó al Š. K. Slovan Bratislava.

## Vida personal
Es hijo del jugador de balonmano angoleño Filipe Cruz.

## Estadísticas

### Clubes
Actualizado al último partido disputado el 26 de abril de 2025.
| Club                       | Div.          | Temporada     | Liga  | Liga  | Copas nacionales | Copas nacionales | Copas internacionales | Copas internacionales | Total | Total |
| Club                       | Div.          | Temporada     | Part. | Goles | Part.            | Goles            | Part.                 | Goles                 | Part. | Goles |
| -------------------------- | ------------- | ------------- | ----- | ----- | ---------------- | ---------------- | --------------------- | --------------------- | ----- | ----- |
| S. L. Benfica "B" Portugal | 2.ª           | 2020-21       | 10    | 0     | —                | —                | —                     | —                     | 10    | 0     |
| S. L. Benfica "B" Portugal | 2.ª           | 2021-22       | 26    | 0     | —                | —                | —                     | —                     | 26    | 0     |
| S. L. Benfica "B" Portugal | Total club    | Total club    | 36    | 0     | 0                | 0                | 0                     | 0                     | 36    | 0     |
| S. L. Benfica Portugal     | 1.ª           | 2021-22       | 2     | 0     | 0                | 0                | 0                     | 0                     | 2     | 0     |
| S. L. Benfica Portugal     | Total club    | Total club    | 2     | 0     | 0                | 0                | 0                     | 0                     | 2     | 0     |
| G. D. Chaves Portugal      | 1.ª           | 2022-23       | 13    | 0     | 3                | 0                | —                     | —                     | 16    | 0     |
| G. D. Chaves Portugal      | 1.ª           | 2023-24       | 24    | 1     | 2                | 0                | —                     | —                     | 26    | 1     |
| G. D. Chaves Portugal      | Total club    | Total club    | 37    | 1     | 5                | 0                | 0                     | 0                     | 42    | 1     |
| Gil Vicente F. C. Portugal | 1.ª           | 2024-25       | 25    | 0     | 4                | 0                | —                     | —                     | 29    | 0     |
| Gil Vicente F. C. Portugal | Total club    | Total club    | 25    | 0     | 4                | 0                | 0                     | 0                     | 29    | 0     |
| Total carrera              | Total carrera | Total carrera | 100   | 1     | 9                | 0                | 0                     | 0                     | 109   | 1     |

## Palmarés

### Títulos internacionales
| Título      | Equipo              | País      | Año  |
| ----------- | ------------------- | --------- | ---- |
| Copa COSAFA | Selección de Angola | Sudáfrica | 2024 |